# Good Times (sång)
Good Times är en låt av den amerikanska musikgruppen Chic som utgavs 1979, först som singel och sedan på gruppens tredje studioalbum Risqué. Låten blev gruppens andra och sista singeletta i USA. Good Times återfinns på plats 68 på magasinet Rolling Stones lista The 500 Greatest Songs of All Time.
Låten samplades, först olovligen, av Sugarhill Gang till deras hit "Rapper's Delight".

## Listplaceringar
| Lista (1979)   | Position               |
| -------------- | ---------------------- |
| Australien     | 48 (Kent Music Report) |
| Finland        | 26                     |
| Frankrike      | 18                     |
| Irland         | 21                     |
| Kanada         | 1 (RPM)                |
| Nederländerna  | 22                     |
| Nya Zeeland    | 8                      |
| Spanien        | 17                     |
| Storbritannien | 5 (UK Singles Chart)   |
| Sverige        | 16 (Sverigetopplistan) |
| USA            | 1 (Billboard Hot 100)  |
| Västtyskland   | 36                     |